# Billy Hill (cầu thủ bóng đá)
William "Billy" Hill (sinh ngày 6 tháng 1 năm 1936), hay còn gọi Bill Hill, là một cựu cầu thủ bóng đá người Anh từng thi đấu ở vị trí tiền vệ chạy cánh tại Football League cho York City và ở bóng đá non-League cho Rawmarsh Welfare, Scarborough và Matlock Town.